# Takamasa Abiko
Takamasa Abiko (japanisch 安彦 考真 Abiko Takamasa; * 1. Februar 1978 in Sagamihara) ist ein ehemaliger japanischer Fußballspieler.

## Karriere
Abiko erlernte das Fußballspielen in der Schulmannschaft der Shinjo High School. Seinen ersten Vertrag unterschrieb bei Grêmio Maringá. Danach spielte er bei Japan Science Sports College, Edu Soccer Center, Bressa Sagamihara, Minami FC und Aries FC. 2018 wechselte er zum Zweitligisten Mito HollyHock. 2019 wechselte er zum Drittligisten YSCC Yokohama.